# Charles White
Charles Raymond White (Los Angeles, 22 gennaio 1958 – Newport Beach, 11 gennaio 2023) è stato un giocatore di football americano statunitense che ha giocato nel ruolo di running back nella National Football League (NFL). Fu scelto nel corso del primo giro (27º assoluto) del Draft NFL 1980 dai Cleveland Browns. Al college ha giocato a football alla University of Southern California vincendo l'Heisman Trophy nel 1979.

## Carriera
White fu scelto come ventisettesimo assoluto del Draft 1980 dai Cleveland Browns. Dopo quattro stagioni deludenti a Cleveland, dove corse per un totale di 492 yard a una media di 3,4 yard a portata, fu svincolato prima dell'inizio della stagione. In seguito ammise di avere lottato contro la dipendenza dalla cocaina in quel periodo.
Dopo la fine dell'esperienza coi Browns nel 1985, White si riunì col suo capo-allenatore al college, John Robinson, divenuto nel frattempo allenatore dei Los Angeles Rams. White rimase con essi per quattro stagioni, fino al 1988. Nel 1987 disputò la sua migliore stagione come professionista, guidando la lega con 1.387 yard corse e 11 touchdown, venendo convocato per il Pro Bowl e premiato con l'NFL Comeback Player of the Year Award. White terminò la sua carriera nella NFL con 3.075 yard corse e 23 touchdown, oltre che con 114 ricezioni per 860 yard e un altro touchdown.

## Morte
Charles White è morto l'11 gennaio 2023 all'età di 64 anni.

## Palmarès
- Convocazioni al Pro Bowl: 1

1987
- First-team All-Pro: 1

1987
- NFL Comeback Player of the Year Award - 1987
- Leader della NFL in yard corse: 1

1987
- Leader della NFL in touchdown su corsa: 1

1987
- Heisman Trophy - 1976
- Maxwell Award - 1976
- Walter Camp Award - 1976
- MVP del Rose Bowl: 2

1979, 1980
- College Football Hall of Fame